# Еїб
Еїб (англ. Eib, араб. ايب) — поселення в Сирії, що об'єднує невеличку друзьку общину в нохії Ес-Санамейн, яка входить до складу мінтаки Ес-Санамейн в південній сирійській мухафазі Дара.